# Бибик, Ольга Анатольевна
Ольга Анатольевна Бибик (укр. Ольга Анатоліївна Бібік; род. 5 февраля 1990, Чернигов, УССР, СССР) — украинская легкоатлетка, специализирующаяся в беге на 400 метров. Бронзовый призёр чемпионата Европы в помещении 2017 года в эстафете 4×400 метров. Трёхкратная чемпионка Украины. Мастер спорта международного класса.

## Биография
Начала заниматься лёгкой атлетикой в 2005 году под руководством Виктора Филиппова. Первых успехов добилась, выступая в беге на 800 метров: на юношеском чемпионате мира заняла четвёртое место, а затем стала серебряным призёром Европейского юношеского олимпийского фестиваля. В 2009 году установила личный рекорд 2.01,53, однако по окончании сезона приняла решение сменить тренера, перейдя к Александру Фадееву.
С 2011 года основной дистанцией Ольги стал бег на 400 метров. Дебютировала на международных соревнованиях как спринтер на чемпионате Европы в помещении 2013 года, где стала пятой в эстафете 4×400 метров.
В составе эстафетной команды выступила на чемпионате мира 2015 года (в предварительных забегах) и заняла пятое место на Олимпийских играх в Рио-де-Жанейро. В личном беге на дебютных Играх показала 29-е время и не смогла пройти в полуфинал.
На чемпионате Европы в помещении 2017 года завоевала бронзовую медаль в эстафете, выступив за сборную на первом этапе.
Окончила факультет физического воспитания Черниговского национального педагогического университета имени Т. Г. Шевченко.

## Основные результаты
| Год  | Турнир                          | Место проведения         | Дисциплина       | Место       | Результат |
| ---- | ------------------------------- | ------------------------ | ---------------- | ----------- | --------- |
| 2007 | Чемпионат мира среди юношей     | Острава, Чехия           | 800 м            | 4-е         | 2.06,17   |
| 2007 | Европейский юношеский фестиваль | Белград, Сербия          | 800 м            | 2-е         | 2.07,55   |
| 2008 | Чемпионат мира среди юниоров    | Быдгощ, Польша           | 800 м            | 33-е (заб.) | 2.10,80   |
| 2009 | Чемпионат Европы среди юниоров  | Нови-Сад, Сербия         | 800 м            | 6-е         | 2.07,55   |
| 2011 | Чемпионат Европы среди молодёжи | Острава, Чехия           | 800 м            | 13-е (заб.) | 2.08,92   |
| 2013 | Чемпионат Европы в помещении    | Гётеборг, Швеция         | эстафета 4×400 м | 5-е         | 3.34,61   |
| 2015 | Командный чемпионат Европы      | Чебоксары, Россия        | эстафета 4×400 м | 3-е         | 3.29,79   |
| 2015 | Чемпионат мира                  | Пекин, Китай             | эстафета 4×400 м | 7-е (заб.)  | 3.26,01   |
| 2016 | Чемпионат мира в помещении      | Портленд, США            | эстафета 4×400 м | 5-е         | 3.40,42   |
| 2016 | Чемпионат Европы                | Амстердам, Нидерланды    | 400 м            | 19-е (1/2)  | 53,02     |
| 2016 | Чемпионат Европы                | Амстердам, Нидерланды    | эстафета 4×400 м | 6-е         | 3.27,64   |
| 2016 | Олимпийские игры                | Рио-де-Жанейро, Бразилия | 400 м            | 29-е (заб.) | 52,33     |
| 2016 | Олимпийские игры                | Рио-де-Жанейро, Бразилия | эстафета 4×400 м | 5-е         | 3.26,64   |
| 2017 | Чемпионат Европы в помещении    | Белград, Сербия          | 400 м            | 13-е (1/2)  | 53,66     |
| 2017 | Чемпионат Европы в помещении    | Белград, Сербия          | эстафета 4×400 м | 3-е         | 3.32,10   |